# Feye van Scheltema
Feye van Scheltema (ca. 1630 – Augsbuurt, 11 november 1666) was een Nederlands bestuurder.

## Biografie
Van Scheltema was een zoon van Frans van Scheltema (†1653), militair, en Rixt van Roorda (†1651). Van Scheltema trad in krijgsdienst waar hij de rang van kornet had. In 1653 volgde hij Ritscke van Eysinga op als op als grietman van Kollumerland en Nieuwkruisland. Van Scheltema was een verwant van Van Eysinga. Zo was de oudtante van Van Scheltema de schoonmoeder van Van Eysinga en was Van Eysinga's zoon Jelte getrouwd met een nicht van de vrouw van Van Scheltema. Van Scheltema wordt in de hoedanigheid van grietman vermeld op de klok van de kerk van Augsbuurt uit 1658: "Jr. Feio van Scheltema Grietman over Collum, Collumerlant en het Nieuwe Cruislant mede raedt ter Admiraliteit tot Harlingen".
Van Scheltema erfde de Minnoltsma State te Bornwird van zijn ouders maar deze verhuurde hij aan zijn familielid Syds van Roorda, aangezien hij zelf bleef wonen op de Clantstate te Augsbuurt. Feye overleed in 1666 aan de pest en werd begraven in de Mariakerk te Bornwird. Zijn weduwe, Luts van Aylva, hertrouwde met Epe van Aylva, tevens zijn opvolger als grietman. De erfenis van Van Scheltema zou nog leiden tot een geschil tussen de families Van Scheltema en Van Aylva. In 1706 werd er geprocedeerd door de nazaten van Feye tegen Epo en Luts van Aylva. Pas in 1739 zou erfgenaam Feyo Edzard van Harinxma de laatste resterende aandelen in de Clantstate verkopen aan Justus Zeino Abel de Coninck die getrouwd was met een kleindochter van Epe van Aylva.

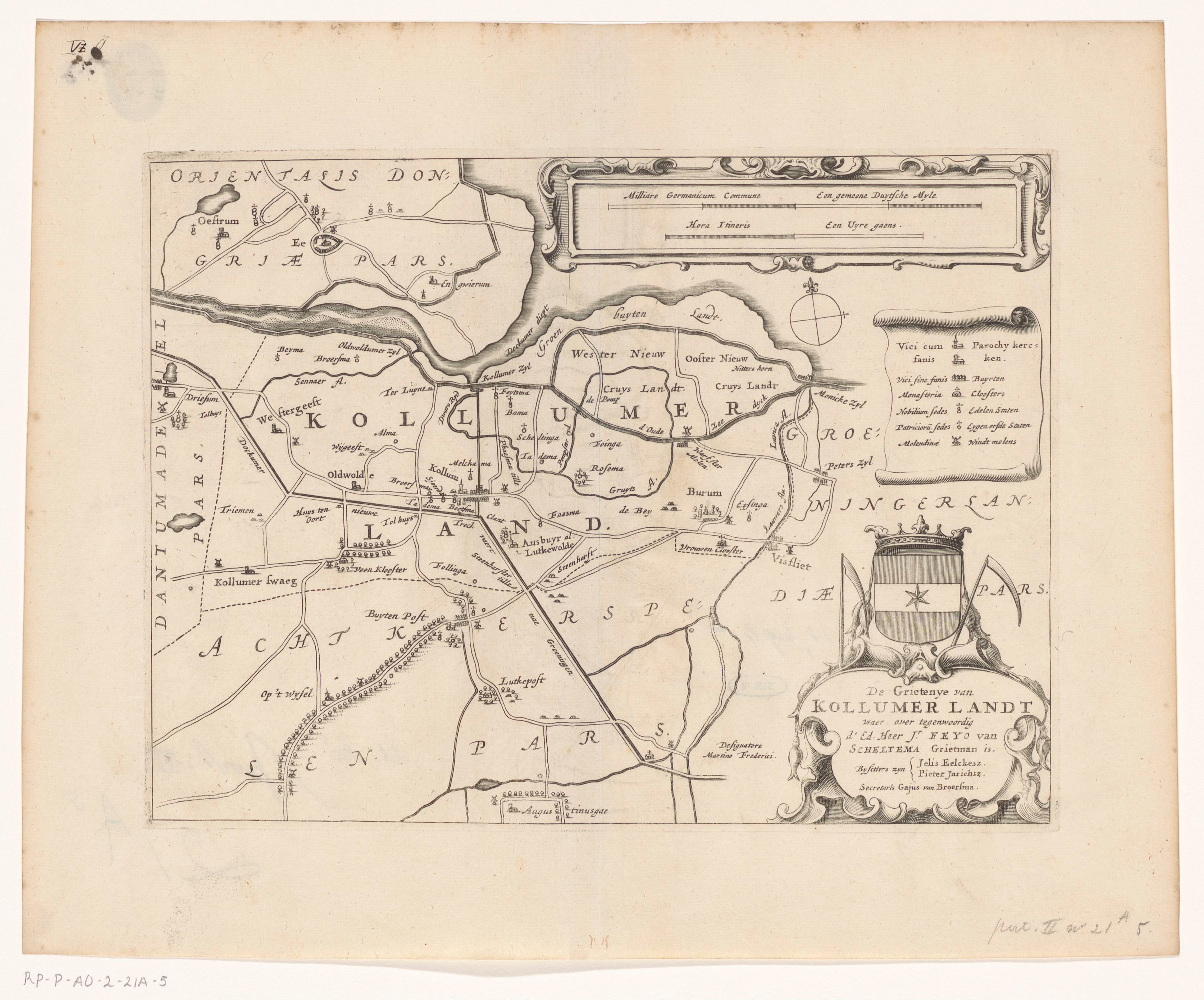
Kaart van de grietenij Kollumerland en Nieuwkruisland uit 1664 met rechtsonder in de cartouche "d' Ed. Heer Jr. Feyo van Scheltema" vermeld als grietman.
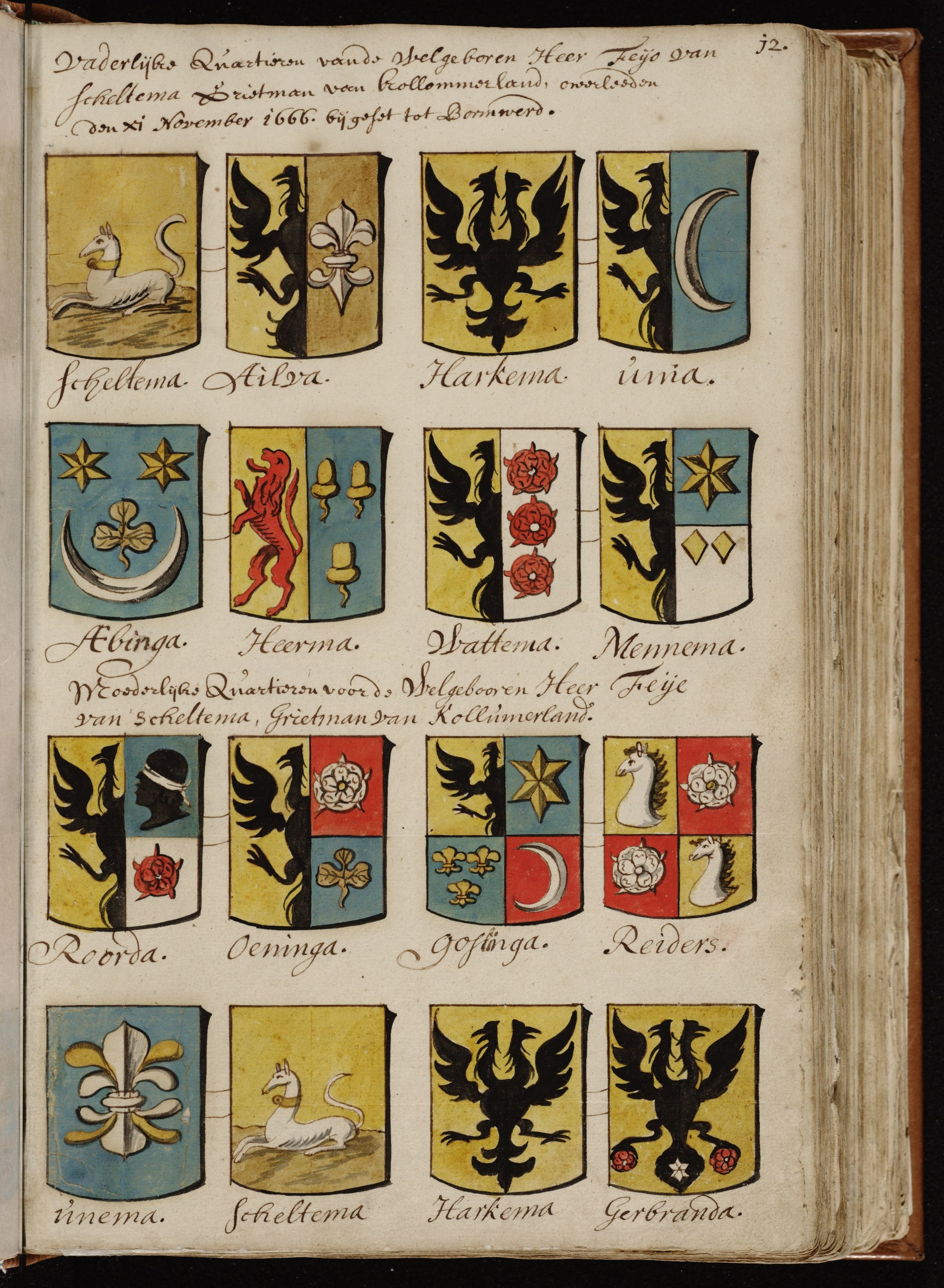
Wapens van de voorouders van Feye van Scheltema in het wapenboek van Gerrit Hesman uit 1708.

## Huwelijk en kinderen
Van Scheltema trouwde in 1650 met Luts van Aylva (1638-1718), dochter van Douwe Meckema van Aylva, grietman van Westdongeradeel en Leeuwarderadeel, en Luts van Meckema. Na Feyes overlijden hertrouwde Luts van Aylva met Epe van Aylva, zijn opvolger als grietman. Daarnaast was Luts van Aylva verwant aan de familie Van Meckema waarvan eerder twee leden grietman van Kollumerland zijn geweest. Het echtpaar kreeg drie kinderen:
- Rixt van Scheltema (1652-1689), trouwde met Douwe Feye van Roorda, kapitein en schout-bij-nacht.
- Lucia Helena van Scheltema (1656-1686), trouwde met Idzart van Harinxma, broer van Ernst Mockema van Harinxma thoe Slooten.
- Tjemck van Scheltema (†1693), trouwde met Ernst Mockema van Harinxma thoe Slooten, grietman van Baarderadeel.

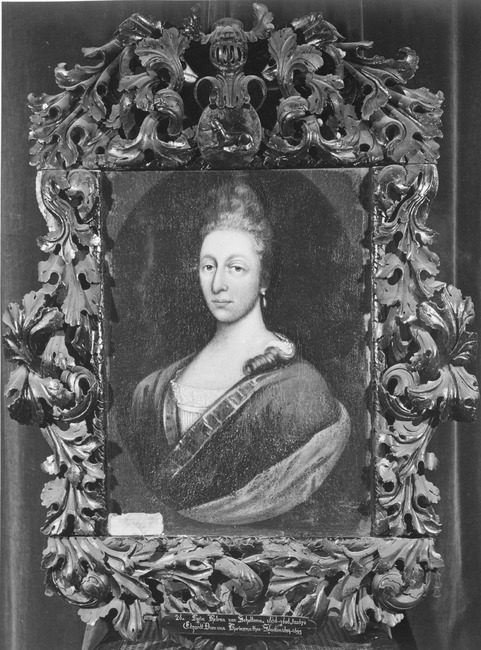
Portret van Lucia Helena van Scheltema, toegeschreven aan Julius de Geest.